# Hidari Jingorō
Hidari Jingorō,  (左 甚五郎?), oppure Hingorō (1584 – 1644), è stato un architetto e scultore giapponese.

## Biografia

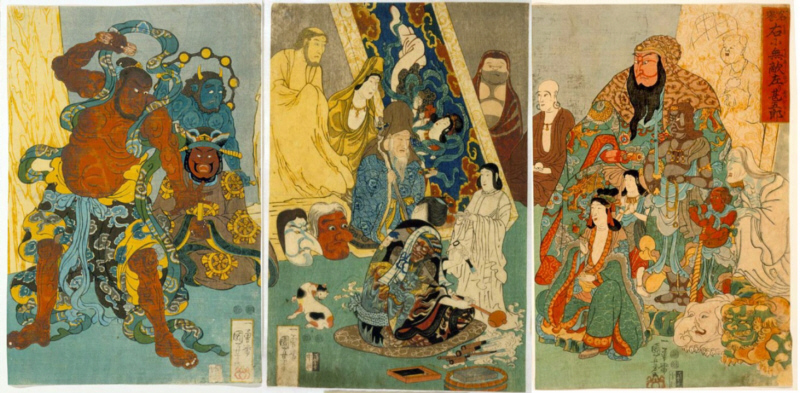
Il famoso, l'insuperabile Hidari Jingoro, di Utagawa Kuniyoshi

Fu attivo, anche se non tutti gli storici dell'arte concordano sulla sua reale esistenza, in una fase storico-artistica del suo Paese molto particolare, il primo periodo Edo,
durante la quale il 'rinascimento' giapponese tendeva ad eclissarsi per lasciare spazio all'emergente corrente 'organica', costituita da elementi stilistici variegati e compositi.
Jingorō si formò artisticamente alla corte imperiale di Kyoto, dove ebbe l'occasione di approfondire le sue conoscenze sulla progettazione di sculture e templi.
Jingorō, nonostante la mutilazione della mano destra,
diverrà proprio in quegli anni un caposcuola ed un creatore di nuove tendenze architettoniche, espresse nella progettazione e costruzione delle strutture funerarie dedicate allo Shogun Tokugawa Ieyasu, deceduto pochi anni prima.
Questa opera è ancora oggi considerata una delle più importanti e popolari tra quelle realizzate dall'architettura del Giappone.
È formata da una serie di edifici tendenti ad abbassarsi gradualmente di livello fino ad arrivare alla tomba vera e propria. Nella struttura Jingorō inserì una pagoda, anch'essa originale ed innovativa rispetto alla tradizione.
Tra gli altri lavori di Jingorō si possono citare il tempio buddhista Chion-in a Kyoto e quelli di Shiba e Neno a Tokyo, oltre ad un buon numero di sculture raffiguranti divinità.
Tra gli aneddoti attribuiti a Jingorō vi è quello della scultura raffigurante una splendida donna, in grado di dare segni di vita quando l'artista le poneva uno specchio davanti.